# Borussia Verein für Leibesübungen 1900 Mönchengladbach 2016-2017 (femminile)
Questa voce raccoglie le informazioni riguardanti il Borussia Verein für Leibesübungen 1900 Mönchengladbach nelle competizioni ufficiali della stagione calcistica 2016-2017.

## Stagione
Nella stagione 2016-2017 il Borussia Mönchengladbach, allenato da Rene Krienen, si rivelò ben poco competitivo nei confronti delle avversarie, maturando due soli risultato utili, le vittorie con il Sand, di misura, in trasferta alla 13ª giornata e quella casalinga per 2-1 sul Bayer Leverkusen alla 19ª, ma perdendo tutti gli altri 20 incontri anche con risultati pesanti, concludendo il campionato di Frauen-Bundesliga al 12º e ultimo posto, posizione che non ha mai lasciato fin dalla 1ª giornata e che ne sancì il ritorno in 2. Frauen-Bundesliga. Leggermente migliore il percorso in coppa di Germania, nella quale riuscì, anche grazie ai due primi incontri con squadre militanti in serie inferiori, a raggiungere gli ottavi di finale, eliminato dal Friburgo.

## Divise e sponsor
La scelta cromatica delle maglie era la stessa del Borussia M'gladbach maschile. Il main sponsor era l'istituto di credito Santander, mentre quello tecnico, fornitore delle tenute di gioco, era Kappa.
| Casa | Trasferta | Terza maglia |

## Organigramma societario
Staff tecnico come da sito ufficiale.
Area tecnica
- Allenatore: René Krienen
- Allenatore in seconda: Mike Schmalenberg
- Allenatore dei portieri: Josef Anders
- Preparatore atletico: Tobias Kirsch
- Fisioterapista: Michel Porten

## Rosa
Rosa, ruoli e numeri di maglia come da sito ufficiale, aggiornati al 14 novembre 2016, integrati dal sito della Federcalcio tedesca (DFB).
| N. |                        | Ruolo | Calciatrice            |
| -- | ---------------------- | ----- | ---------------------- |
| 1  | Germania (bandiera)    | P     | Jasmin Hamann          |
| 2  | Germania (bandiera)    | D     | Julia Koj              |
| 3  | Germania (bandiera)    | D     | Romina Frommont        |
| 4  | Germania (bandiera)    | C     | Pauline Dallmann       |
| 5  | Germania (bandiera)    | D     | Sandra Starmanns       |
| 6  | Germania (bandiera)    | D     | Anne-Catherine Kufner  |
| 7  | Germania (bandiera)    | C     | Mona Lohmann           |
| 8  | Germania (bandiera)    | C     | Nadja Kleinikel        |
| 9  | Germania (bandiera)    | A     | Valentina Oppedisano   |
| 10 | Germania (bandiera)    | C     | Jule Dallmann          |
| 11 | Germania (bandiera)    | A     | Kelly Simons           |
| 12 | Germania (bandiera)    | P     | Christina Bellinghoven |
| 13 | Germania (bandiera)    | A     | Kyra Densing           |
| 14 | Paesi Bassi (bandiera) | C     | Kelsey Geraedts        |

| N. |                        | Ruolo | Calciatrice          |
| -- | ---------------------- | ----- | -------------------- |
| 15 | Germania (bandiera)    | D     | Kerstin Bogenschütz  |
| 16 | Germania (bandiera)    | C     | Anne Birbaum         |
| 17 | Germania (bandiera)    | C     | Vanessa Wahlen       |
| 18 | Paesi Bassi (bandiera) | C     | Liv Aerts            |
| 19 | Canada (bandiera)      | A     | Tiffany Cameron      |
| 20 | Germania (bandiera)    | C     | Paula Petri          |
| 21 | Germania (bandiera)    | P     | Michelle Wassenhoven |
| 23 | Germania (bandiera)    | A     | Sarah Schmitz        |
| 24 | Germania (bandiera)    | D     | Carolin Corres       |
| 25 | Germania (bandiera)    | C     | Madeline Gier        |
| 27 | Germania (bandiera)    | C     | Michelle Herrmann    |
| 31 | Germania (bandiera)    | D     | Yvonne Brietzke      |
| 33 | Germania (bandiera)    | A     | Barbara Müller       |

## Calciomercato

### Sessione estiva
| Acquisti | Acquisti               | Acquisti            | Acquisti   |
| R.       | Nome                   | da                  | Modalità   |
| -------- | ---------------------- | ------------------- | ---------- |
| P        | Christina Bellinghoven | Bayer Leverkusen II | definitivo |
| D        | Kerstin Bogenschütz    | Sindelfingen        | definitivo |
| C        | Madeline Gier          | MSV Duisburg        | definitivo |
| C        | Mona Lohmann           | Werder Brema        | definitivo |
| A        | Tiffany Cameron        | Ramat HaSharon      | definitivo |

| Cessioni | Cessioni                    | Cessioni                | Cessioni                       |
| R.       | Nome                        | a                       | Modalità                       |
| -------- | --------------------------- | ----------------------- | ------------------------------ |
| C        | Ana Cristina Oliveira Leite | Bayer Leverkusen        | definitivo                     |
| C        | Yoshina Taniguchi           | Alemannia Aquisgrana    | definitivo                     |
| A        | Jessica Hackenberger        | Bor. Mönchengladbach II | aggregata alla squadra riserve |

## Risultati

### Frauen-Bundesliga

#### Girone di andata
| Arbitro: | Biehl (Siesbach) |

|                                                                               |           |  |
| Islacker 1’, 17’, 45+1’ Schmidt 6’ Crnogorčević 35’, 65’ Prießen 71’ Munk 78’ | Marcatori |  |

| Arbitro: | Weigelt (Lipsia) |

|  |           |                 |
|  | Marcatori | 35’ Feiersinger |

| Arbitro: | Wozniak (Herne) |

|            |           |                         |
| Simons 14’ | Marcatori | 22’ Huth 41’, 83’ Kemme |

| Arbitro: | Wacker (Lehrensteinsfeld) |

|                            |           |  |
| Hartmann 36’, 70’ Andō 60’ | Marcatori |  |

| Arbitro: | Derlin (Bad Schwartau) |

|  |           |                                       |
|  | Marcatori | 13’ Kayikçi 48’ Gwinn 79’, 83’ Starke |

| Arbitro: | Weigelt (Lipsia) |

|           |           |  |
| Hearn 22’ | Marcatori |  |

| Arbitro: | Biehl (Siesbach) |

|          |           |                       |
| Gier 58’ | Marcatori | 26’ Jakabfi 80’ Peter |

| Arbitro: | Heimann (Gladbeck) |

|                                |           |            |
| Birbaum 77’ (aut.) Knaak 90+1’ | Marcatori | 65’ Simons |

| Arbitro: | Wozniak (Herne) |

|            |           |  |
| Miedema 8’ | Marcatori |  |

| Arbitro: | Baitinger (Friesenheim) |

|                     |           |               |
| Nati 11’ Wahlen 82’ | Marcatori | 44’ Kleinikel |

| Arbitro: | Lohmeyer (Holtland) |

|  |           |                                           |
|  | Marcatori | 4’ Bürger 9’ Howard 11’ Waßmuth 90’ Billa |

#### Girone di ritorno
| Arbitro: | Kunkel (Amburgo) |

|  |           |                   |
|  | Marcatori | 31’, 38’ Islacker |

| Arbitro: | Wozniak (Herne) |

|  |           |               |
|  | Marcatori | 62’ Starmanns |

| Arbitro: | Appelmann (Alzey) |

|                                                                  |           |  |
| Rauch 16’ (rig.) Meister 40’ Aigbogun 59’ Lindner 74’ Wesely 90’ | Marcatori |  |

| Arbitro: | Stolz (Pritzwalk) |

|  |           |                                    |
|  | Marcatori | 13’ Martini 70’ Doorsoun 75’ Nesse |

| Arbitro: | Weigelt (Lipsia) |

|                                       |           |  |
| Kayikçi 16’ Gwinn 21’, 25’ Magull 87’ | Marcatori |  |

| Arbitro: | Heimann (Gladbeck) |

|  |           |                              |
|  | Marcatori | 7’ Hearn 66’ Utes 76’ Arnold |

| Arbitro: | Weigelt (Lipsia) |

|                                                               |           |  |
| Pajor 4’, 79’ Harder 16’, 42’, 46’ Popp 39’, 62’ Wullaert 77’ | Marcatori |  |

| Arbitro: | Westerhoff (Bochum) |

|                       |           |           |
| Aerts 74’ Lohmann 85’ | Marcatori | 72’ Knaak |

| Arbitro: | Diekmann (Dortmund) |

|  |           |                                    |
|  | Marcatori | 14’ Bürki 60’ Gerhardt 63’ Miedema |

| Arbitro: | Stolz (Pritzwalk) |

|             |           |                           |
| Lohmann 21’ | Marcatori | 20’, 77’ Kiwic 47’ Radtke |

| Arbitro: | Appelmann (Alzey) |

|                          |           |  |
| Billa 2’, 28’ Demann 46’ | Marcatori |  |

### DFB-Pokal der Frauen
| Arbitro: | Duske (Leverkusen) |

|                     |           |                                        |
| Halm 56’ Zomant 68’ | Marcatori | 5’, 45’, 84’ Kleinikel 28’ Bogenschütz |

| Arbitro: | Weigelt (Lipsia) |

|  |           |             |
|  | Marcatori | 68’ Cameron |

| Arbitro: | Pieczonka (Erding) |

|                     |           |  |
| Magull 13’ Bühl 15’ | Marcatori |  |

## Statistiche

### Statistiche di squadra
| Competizione         | Punti | In casa | In casa | In casa | In casa | In casa | In casa | In trasferta | In trasferta | In trasferta | In trasferta | In trasferta | In trasferta | Totale | Totale | Totale | Totale | Totale | Totale | DR  |
| Competizione         | Punti | G       | V       | N       | P       | Gf      | Gs      | G            | V            | N            | P            | Gf           | Gs           | G      | V      | N      | P      | Gf     | Gs     | DR  |
| -------------------- | ----- | ------- | ------- | ------- | ------- | ------- | ------- | ------------ | ------------ | ------------ | ------------ | ------------ | ------------ | ------ | ------ | ------ | ------ | ------ | ------ | --- |
| Frauen-Bundesliga    | 6     | 11      | 1       | 0       | 10      | 5       | 29      | 11           | 1            | 0            | 10           | 3            | 37           | 22     | 2      | 0      | 20     | 8      | 66     | -58 |
| DFB-Pokal der Frauen | -     | -       | -       | -       | -       | -       | -       | 3            | 2            | 0            | 1            | 6            | 3            | 3      | 2      | 0      | 1      | 6      | 3      | +3  |
| Totale               | -     | 11      | 1       | 0       | 10      | 5       | 29      | 14           | 3            | 0            | 11           | 9            | 40           | 25     | 2      | 1      | 22     | 15     | 119    | -55 |

### Andamento in campionato
| Giornata  | 1  | 2  | 3  | 4  | 5  | 6  | 7  | 8  | 9  | 10 | 11 | 12 | 13 | 14 | 15 | 16 | 17 | 18 | 19 | 20 | 21 | 22 |
| --------- | -- | -- | -- | -- | -- | -- | -- | -- | -- | -- | -- | -- | -- | -- | -- | -- | -- | -- | -- | -- | -- | -- |
| Luogo     | T  | C  | C  | T  | C  | T  | C  | T  | T  | T  | C  | C  | T  | T  | C  | T  | C  | T  | C  | C  | C  | T  |
| Risultato | P  | P  | P  | P  | P  | P  | P  | P  | P  | P  | P  | P  | V  | P  | P  | P  | P  | P  | V  | P  | P  | P  |
| Posizione | 12 | 12 | 12 | 12 | 12 | 12 | 12 | 12 | 12 | 12 | 12 | 12 | 12 | 12 | 12 | 12 | 12 | 12 | 12 | 12 | 12 | 12 |

Legenda:

Luogo: C = Casa; T = Trasferta. Risultato: V = Vittoria; N = Pareggio; P = Sconfitta.

### Statistiche delle giocatrici
| Giocatore       | Frauen-Bundesliga | Frauen-Bundesliga | Frauen-Bundesliga | Frauen-Bundesliga | DFB-Pokal der Frauen | DFB-Pokal der Frauen | DFB-Pokal der Frauen | DFB-Pokal der Frauen | Totale   | Totale | Totale      | Totale     |
| Giocatore       | Presenze          | Reti              | Ammonizioni       | Espulsioni        | Presenze             | Reti                 | Ammonizioni          | Espulsioni           | Presenze | Reti   | Ammonizioni | Espulsioni |
| --------------- | ----------------- | ----------------- | ----------------- | ----------------- | -------------------- | -------------------- | -------------------- | -------------------- | -------- | ------ | ----------- | ---------- |
| L. Aerts        | 12                | 1                 | 0                 | 0                 | 1                    | 0                    | 0                    | 0                    | 13       | 1      | 0           | 0          |
| C. Bellinghoven | 17                | -46               | 0                 | 0                 | 2                    | -2                   | 0                    | 0                    | 19       | -48    | 0           | 0          |
| A. Birbaum      | 16                | 0                 | 1                 | 0                 | 2                    | 0                    | 0                    | 0                    | 18       | 0      | 1           | 0          |
| K. Bogenschütz  | 15                | 0                 | 0                 | 0                 | 2                    | 1                    | 0                    | 0                    | 17       | 1      | 0           | 0          |
| Y. Brietzke     | 1                 | 0                 | 0                 | 0                 | -                    | -                    | -                    | -                    | 1        | 0      | 0           | 0          |
| T. Cameron      | 21                | 0                 | 0                 | 0                 | 2                    | 1                    | 0                    | 0                    | 23       | 1      | 0           | 0          |
| C. Corres       | 3                 | 0                 | 0                 | 0                 | 2                    | 0                    | 0                    | 0                    | 5        | 0      | 0           | 0          |
| J. Dallmann     | 20                | 0                 | 5                 | 0                 | 3                    | 0                    | 0                    | 0                    | 23       | 0      | 5           | 0          |
| P. Dallmann     | 22                | 0                 | 4                 | 0                 | 3                    | 0                    | 0                    | 0                    | 25       | 0      | 4           | 0          |
| K. Densing      | 7                 | 0                 | 1                 | 0                 | 3                    | 0                    | 0                    | 0                    | 10       | 0      | 1           | 0          |
| R. Frommont     | 7                 | 0                 | 0                 | 0                 | 1                    | 0                    | 1                    | 0                    | 8        | 0      | 1           | 0          |
| K. Geraedts     | 1                 | 0                 | 0                 | 0                 | -                    | -                    | -                    | -                    | 1        | 0      | 0           | 0          |
| M. Gier         | 14                | 1                 | 1                 | 0                 | 2                    | 0                    | 0                    | 0                    | 16       | 1      | 1           | 0          |
| J. Hamann       | 3                 | -12               | 0                 | 0                 | 1                    | -1                   | 0                    | 0                    | 4        | -13    | 0           | 0          |
| M. Herrmann     | 0                 | 0                 | 0                 | 0                 | -                    | -                    | -                    | -                    | 0        | 0      | 0           | 0          |
| N. Kleinikel    | 10                | 1                 | 1                 | 0                 | 2                    | 3                    | 0                    | 0                    | 12       | 4      | 1           | 0          |
| J. Koj          | 17                | 0                 | 1                 | 0                 | 1                    | 0                    | 1                    | 0                    | 18       | 0      | 2           | 0          |
| A-C. Kufner     | 19                | 0                 | 4                 | 0                 | 3                    | 0                    | 0                    | 0                    | 22       | 0      | 4           | 0          |
| M. Lohmann      | 21                | 2                 | 2                 | 0                 | 1                    | 0                    | 0                    | 0                    | 22       | 2      | 2           | 0          |
| B. Müller       | 10                | 0                 | 0                 | 0                 | -                    | -                    | -                    | -                    | 10       | 0      | 0           | 0          |
| V. Oppedisano   | 8                 | 0                 | 0                 | 0                 | -                    | -                    | -                    | -                    | 8        | 0      | 0           | 0          |
| P. Petri        | 3                 | 0                 | 0                 | 0                 | 1                    | 0                    | 0                    | 0                    | 4        | 0      | 0           | 0          |
| K. Queis        | 0                 | 0                 | 0                 | 0                 | -                    | -                    | -                    | -                    | 0        | 0      | 0           | 0          |
| S. Schmitz      | 1                 | 0                 | 0                 | 0                 | -                    | -                    | -                    | -                    | 1        | 0      | 0           | 0          |
| K. Simons       | 22                | 2                 | 2                 | 0                 | 3                    | 0                    | 0                    | 0                    | 25       | 2      | 2           | 0          |
| S. Starmanns    | 20                | 1                 | 3                 | 1                 | 3                    | 0                    | 0                    | 0                    | 23       | 1      | 3           | 1          |
| V. Wahlen       | 16                | 0                 | 3                 | 0                 | 3                    | 0                    | 0                    | 0                    | 19       | 0      | 3           | 0          |
| M. Wassenhoven  | 2                 | -8                | 0                 | 0                 | 0                    | 0                    | 0                    | 0                    | 2        | -8     | 0           | 0          |